# 快樂我的家
《快樂我的家》（韓語：즐거운 나의 집），為韓國MBC於2010年10月27日至12月23日播出的水木迷你劇。描述的是兩名中年女性圍繞殺人事件而展開的神經戰，通過在不同環境下成長的女性相互鬥爭來多視角剖析夫婦關係。

## 劇情
兩個生長在不同的環境的昔日同窗摯友，隨各自的慾望相互衝突而決裂，勢不兩立的兩個女人，因為一起疑點重重的死亡事件而再度糾纏在一起。結褵多年的夫妻，劍拔駑張，彼此折磨，甚至會因為不和而想殺了對方。劇集意圖透過拼命掙扎的過程，使角色有所醒悟，了解到家庭的快樂，需要大家攜手創造直到最後。
金臻瑞情同姐妹的同窗毛尹熙，介紹了一名女性患者韓索莉到臻瑞的診所進行諮商，身為精神科醫師的臻瑞，相當憐憫索莉愛上有婦之夫的痛楚，結果臻瑞卻發現那個讓索莉痛不欲生的男人，竟然就是自己的丈夫李尚賢。臻瑞無法原諒尹熙因嫉妒她擁有尚賢，而做出此等心態扭曲的行為，兩人的關係因此破裂。當臻瑞與尹熙再度相遇，卻是尹熙丈夫的喪禮。
尹熙嫁給明成大學理事長成銀必，搖身一變成為豪門媳婦，但她在婚後卻看見銀必善於算計與暴力的面貌。夫妻關係不睦的尹熙，企圖勾引她當初渴望卻得不到，如今是丈夫下屬的尚賢。在尹熙生日的這天，她與銀必發生嚴重的肢體衝突，為求自保，尹熙用紅酒瓶砸傷銀必後逃逸，但當她因罪惡感作祟而返回別墅時，卻發現現場已遭人清理整潔，且未見銀必的蹤影。
隔日，捎來了銀必駕車發生事故身亡的消息，但銀必因前妻遭遇車禍逝世而產生創傷後壓力症候群，已經長達多年不敢駕車。原來銀必暗中接近臻瑞，成為臻瑞的病患，因此臻瑞不禁對這起死亡案件起疑，除了尹熙遭到夫家的質疑，在案發現場的第三人甚至還可能是尚賢，兩個女人因為這起命案以及夾在他們之中的男人而再度交鋒。

## 演出陣容

### 主要人物
- 金憓秀（少女：徐奎利） 飾演 金臻瑞[註 1]

37歲，精神科医生。兼具美麗的外貌、卓越的腦袋與溫和的心性，是個近乎完美的女子。與尹熙曾是關係要好的同窗摯友，但尹熙卻因嫉妒而刻意將尚賢的外遇對象送到她的診所進行諮商，發現真相的她，自此與尹熙決裂。
- 黃薪惠（少女：韓寶貝） 飾演 毛尹熙[註 2]

40歲，明美术馆馆长，明成大学财团理事长的妻子。是個能令人感到挑逗、衝動與惱殺的女子。自幼寄宿在尚賢家，對身在富足環境，甚至擁有尚賢的臻瑞感到羨慕又嫉妒，因此她渴望得到的，比臻瑞更多，包括搶走尚賢。
- 申成宇（少年：徐尚元） 飾演 李尚賢

40歲，臻瑞的丈夫，明成大学影像文化系的鐘點讲师，天性多情多感又細心。懷有理想卻高不成，低不就，在優秀的妻子面前，他變得一無是處，婚姻也就此亮起紅燈。
- 尹汝貞 飾演 成銀淑

59歲，銀必的姊姊，與弟弟的關係親密。出身豪門而懷有傲氣，是個笑裡藏刀的人。為了家族的聲譽，可以不惜一切代價，甚至奪取他人的性命。
- 李相侖 飾演 姜辰宇

29歲，重案組刑警，個性莽撞又毫無顧忌，自稱是「韌性的追擊者」。
- 金甲洙 飾演 成銀必[註 3]

49歲，尹熙的丈夫，明成大学财团理事长。是個有如英国绅士般亲切又文雅的浪漫主义者，但另藏著残忍的暴力性。

### 其他人物
- 李義靜 飾演 金臻海[註 4]

34歲，臻瑞的妹妹，全職主婦。
- 宋英奎 飾演 許英民

39歲，臻海的丈夫，明成大學專任教授，自稱人道主義者。
- 鄭惠先 飾演 朴二南

67歲，臻瑞的婆婆，辰宇的母親。
- 李豪宰 飾演 毛浚河[註 5]

尹熙的父親，是個會虐待、拋棄妻小的男人。如今以假名李俊熙成為著名畫家，並補償尹熙。
- 鄭珠恩 飾演 韓喜穗

36歲，臻瑞的後輩，大學醫院醫師。
- 鄭鎮珏 飾演 于長順

64歲，明成大學影像文學系正教授，尚賢的恩師。
- 鄭原仲 飾演 卓景煥

58歲，明成大學影像文學系系主任，與于教授及尚賢為敵。
- 宋民亨 飾演 崔秉達

52歲，明成大學影像文學系副教授，與卓教授站在同一陣線。
- 崔秀琳 飾演 趙秀敏

30代，綽號紅洋裝，患有精神疾病的神秘人物。實為銀必的前妻，被銀淑假造死亡。
- 李政成 飾演 高律師

40代，遊走在銀淑與尹熙之間，為銀必之死及財團理事長之位角力。
- 李雪娥 飾演 成銀彩

31歲，銀淑與銀必同父異母的妹妹，明成學院成立者成在容的私生女。
- 韓敏彩 飾演 崔策展人

明美術館策展人
- 金永勳 飾演 金秘書

銀必的貼身秘書
- 林素英 飾演 韓素莉[註 6]

曾是尚賢的情婦，現為成岩畫廊展策人。
- 南多凜 飾演 李民曹

9歲，臻瑞與辰宇的兒子。
- 李俊輝 飾演 許秉洲

臻瑞的外甥，臻海與英民的兒子。
- 鄭熙雄

前科犯，受銀淑買兇之託殺害尹熙與銀必。

## 外部連結
- 韓國MBC官方網站 （页面存档备份，存于）
- 台灣東森部落格[永久]（中文）

| 韓國 MBC 水木劇                      | 韓國 MBC 水木劇                        | 韓國 MBC 水木劇 |
| ------------------------------------ | -------------------------------------- | --------------- |
|                                      | 快樂我的家 （2010.10.27 - 2010.12.23） |                 |
| 惡作劇之吻 （2010.9.1 - 2010.10.21） | 我的公主 （2011.1.5 - 2011.2.24）      |                 |

| 台灣 東森戲劇台 星期一至五 22:00-23:00 | 台灣 東森戲劇台 星期一至五 22:00-23:00 | 台灣 東森戲劇台 星期一至五 22:00-23:00 |
| -------------------------------------- | -------------------------------------- | -------------------------------------- |
|                                        | 親愛的請小心 （2012.1.18 - 2012.2.17） |                                        |
| 童顏美女 （2011.12.12 - 2012.1.17）    | 豪門之路 （2012.2.20 - 2012.3.22）     |                                        |